# Chevigny-Saint-Sauveur
Chevigny-Saint-Sauveur és un municipi francès, situat al departament de la Costa d'Or i a la regió de Borgonya - Franc Comtat. L'any 2007 tenia 9.392 habitants.

## Demografia

### Població
El 2007 la població de fet de Chevigny-Saint-Sauveur era de 9.392 persones. Hi havia 3.712 famílies, de les quals 1.007 eren unipersonals (410 homes vivint sols i 597 dones vivint soles), 1.098 parelles sense fills, 1.273 parelles amb fills i 334 famílies monoparentals amb fills.
La població ha evolucionat segons el següent gràfic:
Habitants censats

### Habitatges
El 2007 hi havia 3.899 habitatges, 3.755 eren l'habitatge principal de la família, 16 eren segones residències i 128 estaven desocupats. 1.631 eren cases i 2.262 eren apartaments. Dels 3.755 habitatges principals, 2.424 estaven ocupats pels seus propietaris, 1.285 estaven llogats i ocupats pels llogaters i 47 estaven cedits a títol gratuït; 247 tenien una cambra, 269 en tenien dues, 616 en tenien tres, 1.287 en tenien quatre i 1.336 en tenien cinc o més. 2.738 habitatges disposaven pel capbaix d'una plaça de pàrquing. A 1.900 habitatges hi havia un automòbil i a 1.467 n'hi havia dos o més.

### Piràmide de població
La piràmide de població per edats i sexe el 2009 era:
| Homes | Edats   | Dones |
| ----- | ------- | ----- |
| 0     | 95 o +  | 0     |
| 4     | 90 a 94 | 12    |
| 16    | 85 a 89 | 48    |
| 28    | 80 a 84 | 48    |
| 40    | 75 a 79 | 92    |
| 84    | 70 a 74 | 124   |
| 128   | 65 a 69 | 152   |
| 204   | 60 a 64 | 168   |
| 296   | 55 a 59 | 260   |
| 468   | 50 a 54 | 452   |
| 376   | 45 a 49 | 412   |
| 396   | 40 a 44 | 492   |
| 364   | 35 a 39 | 432   |
| 348   | 30 a 34 | 376   |
| 320   | 25 a 29 | 364   |
| 372   | 20 a 24 | 321   |
| 396   | 15 a 19 | 424   |
| 392   | 10 a 14 | 456   |
| 348   | 5 a 9   | 316   |
| 304   | 0 a 4   | 280   |

## Economia
El 2007 la població en edat de treballar era de 6.578 persones, 4.823 eren actives i 1.755 eren inactives. De les 4.823 persones actives 4.433 estaven ocupades (2.260 homes i 2.173 dones) i 391 estaven aturades (201 homes i 190 dones). De les 1.755 persones inactives 558 estaven jubilades, 814 estaven estudiant i 383 estaven classificades com a «altres inactius».

### Ingressos
El 2009 a Chevigny-Saint-Sauveur hi havia 4.060 unitats fiscals que integraven 9.813,5 persones, la mediana anual d'ingressos fiscals per persona era de 19.699 €.

### Activitats econòmiques
Dels 317 establiments que hi havia el 2007, 6 eren d'empreses extractives, 7 d'empreses alimentàries, 2 d'empreses de fabricació de material elèctric, 1 d'una empresa de fabricació d'elements pel transport, 28 d'empreses de fabricació d'altres productes industrials, 50 d'empreses de construcció, 54 d'empreses de comerç i reparació d'automòbils, 26 d'empreses de transport, 11 d'empreses d'hostatgeria i restauració, 5 d'empreses d'informació i comunicació, 17 d'empreses financeres, 14 d'empreses immobiliàries, 30 d'empreses de serveis, 42 d'entitats de l'administració pública i 24 d'empreses classificades com a «altres activitats de serveis».
Dels 78 establiments de servei als particulars que hi havia el 2009, 1 era una oficina de correu, 7 oficines bancàries, 1 funerària, 11 tallers de reparació d'automòbils i de material agrícola, 1 taller d'inspecció tècnica de vehicles, 2 autoescoles, 5 paletes, 8 guixaires pintors, 6 fusteries, 6 lampisteries, 7 electricistes, 3 empreses de construcció, 6 perruqueries, 1 veterinari, 6 restaurants, 3 agències immobiliàries, 2 tintoreries i 2 salons de bellesa.
Dels 17 establiments comercials que hi havia el 2009, 2 eren supermercats, 1 una gran superfície de material de bricolatge, 5 fleques, 1 una fleca, 1 una carnisseria, 2 llibreries, 1 una llibreria, 1 una botiga de roba, 1 una sabateria i 2 floristeries.
L'any 2000 a Chevigny-Saint-Sauveur hi havia 3 explotacions agrícoles.

## Equipaments sanitaris i escolars
El 2009 hi havia 1 psiquiàtric i 4 farmàcies.
El 2009 hi havia 4 escoles maternals i 4 escoles elementals. A Chevigny-Saint-Sauveur hi havia 1 col·legi d'educació secundària i 1 liceu d'ensenyament general. Als col·legis d'educació secundària hi havia 789 alumnes i als liceus d'ensenyament general 598.

## Poblacions més properes
El següent diagrama mostra les poblacions més properes.